# Страишта
Страишта (грч. Ίδα, Ида) је насељено место у општини Меглен у периферији Средишња Македонија, Грчка. Према попису из 2021. године било је 570 становника.
Према бугарском географу и историчару, Василу Канчову, у Страишту је 1900. године живело 150 Словена хришћана и 130 Словена муслимана. Део мештана је током 18. века због притиска и веће сигурности за живот прешао на ислам. Године 1924. муслиманско становништво је принудно исељено у Турску а на њихово место су насељене грчке избегличке породице из Турске, укупно 112 особа. На попису из 1940. године Страишта су имала 738 становника, од чега 492 Словена и 246 Грка. Село се у 15. веку звало Витолишта.